# 華氏亮麗鯛
華氏新亮麗鯛，為輻鰭魚綱鱸形目隆頭魚亞目慈鯛科的其中一種，分布於非洲坦干伊喀湖流域，棲息深度2-30公尺，體長可達5.7公分，棲息在礫石底質中底層水域，以貝殼為巢，以小型無脊椎動物為食，生活習性不明。

## 擴展閱讀
維基物種上的相關：華氏新亮麗鯛